# Bučany
Bučany (Hongaars: Bucsány) is een Slowaakse gemeente in de regio Trnava, en maakt deel uit van het district Trnava.
Bučany telt 2.254 inwoners.